# Нонца
Нонца (фр. Nonza, корс. Nonza) — коммуна во Франции, находится в регионе Корсика. Департамент коммуны — Верхняя Корсика. Входит в состав кантона Кап-Корс. Округ коммуны — Бастия.
Код INSEE коммуны — 2B178.

## Население
Население коммуны на 2008 год составляло 66 человек.
| 1962 | 1968 | 1975 | 1982 | 1990 | 1999 | 2008 |
| ---- | ---- | ---- | ---- | ---- | ---- | ---- |
| 61   | 137  | 71   | 68   | 86   | 67   | 66   |

## Экономика
В 2007 году среди 38 человек в трудоспособном возрасте (15—64 лет) 23 были экономически активными, 15 — неактивными (показатель активности — 60,5 %, в 1999 году было 65,8 %). Из 23 активных работали 21 человек (12 мужчин и 9 женщин), безработными были 2 мужчин. Среди 15 неактивных 2 человека были учениками или студентами, 8 — пенсионерами, 5 были неактивными по другим причинам.

## Фотогалерея

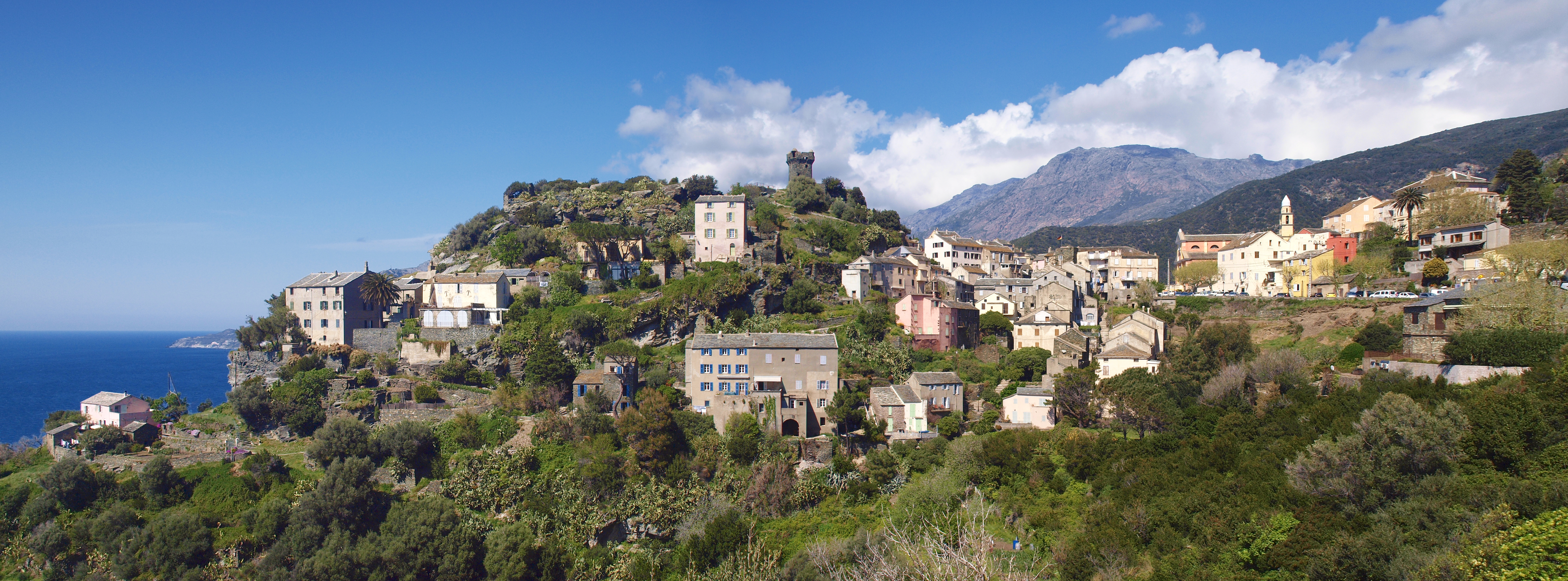
Нонца
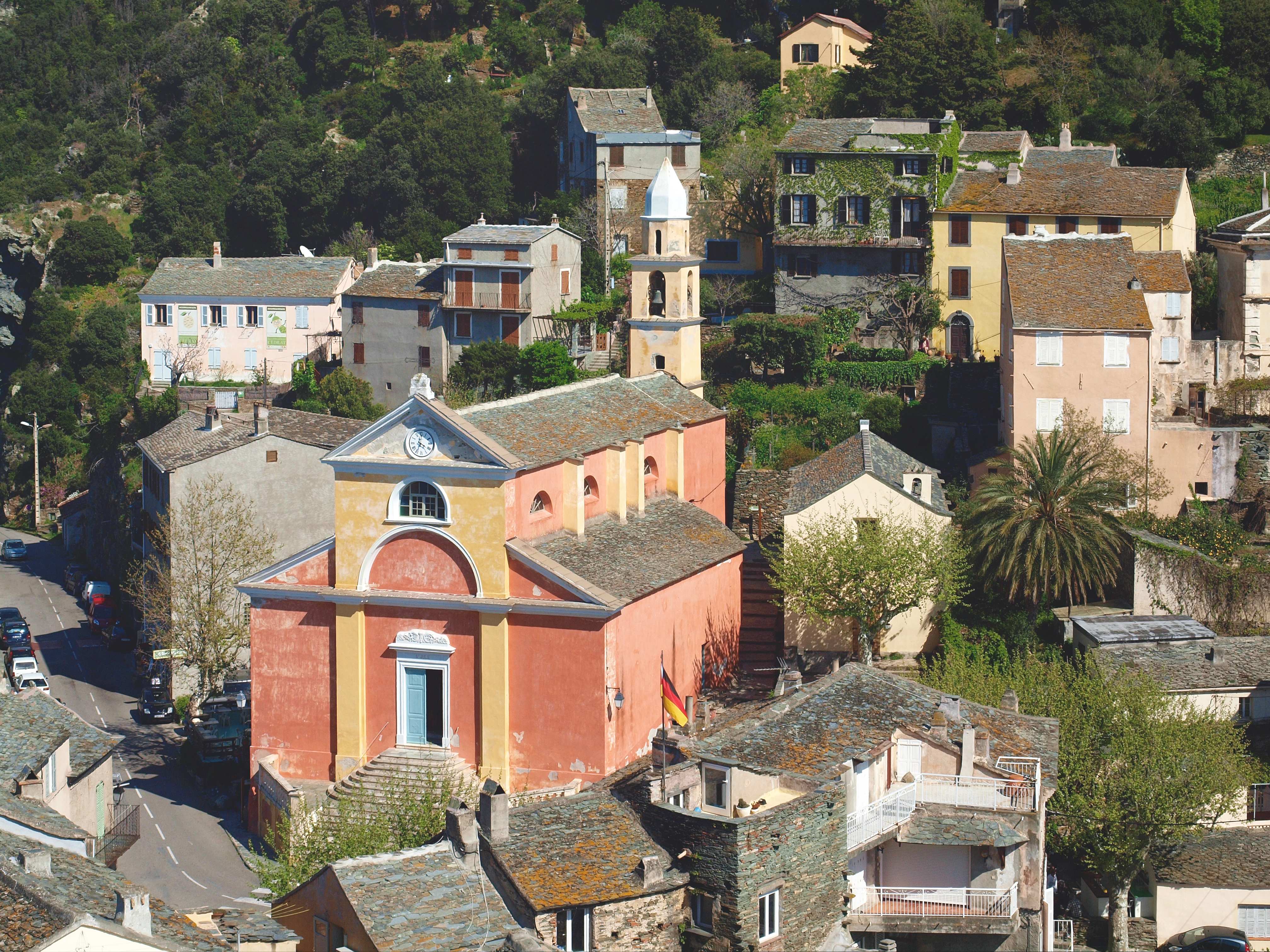
Церковь Святой Иулии
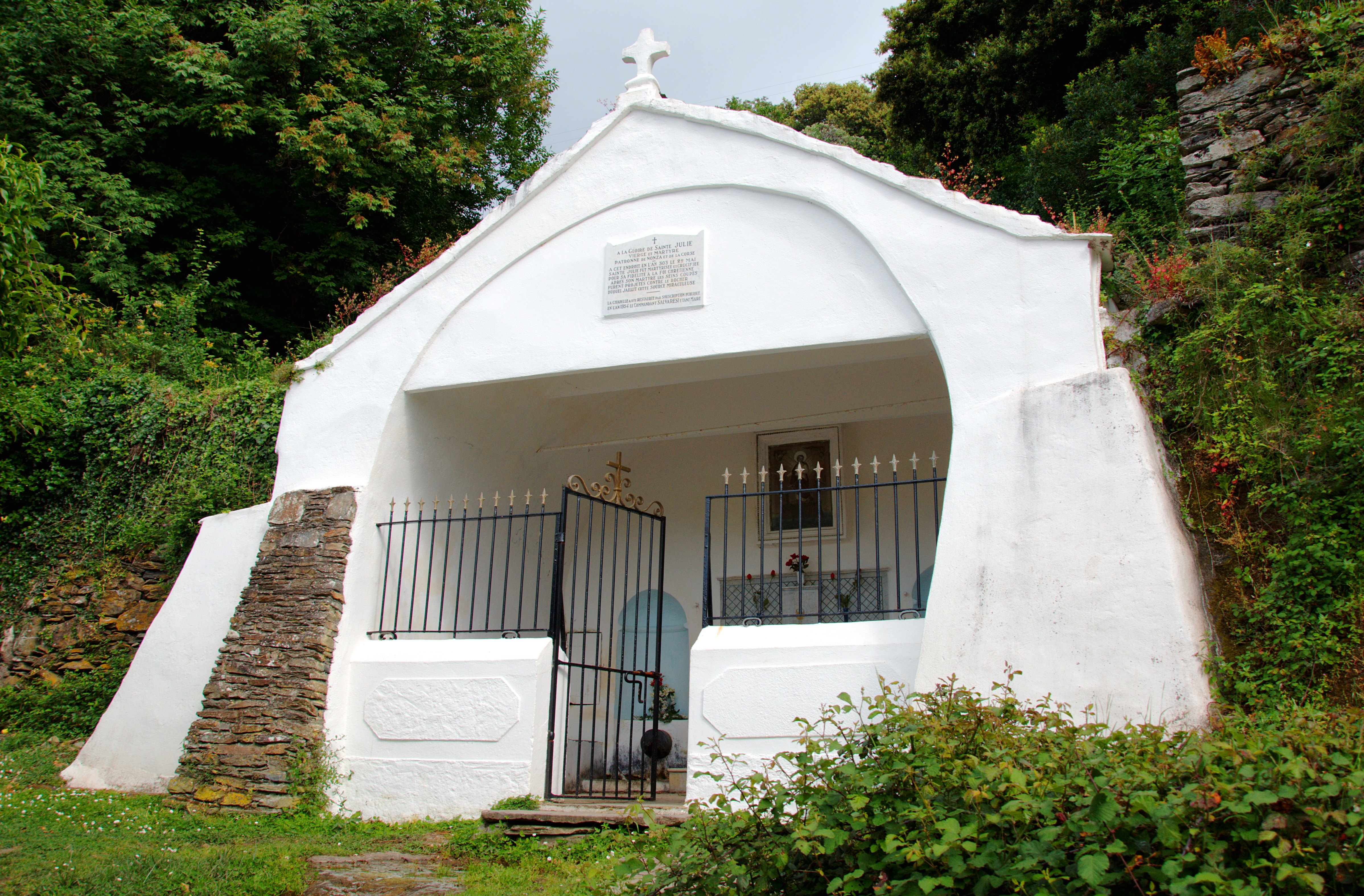
Источник святой Иулии Корсиканской
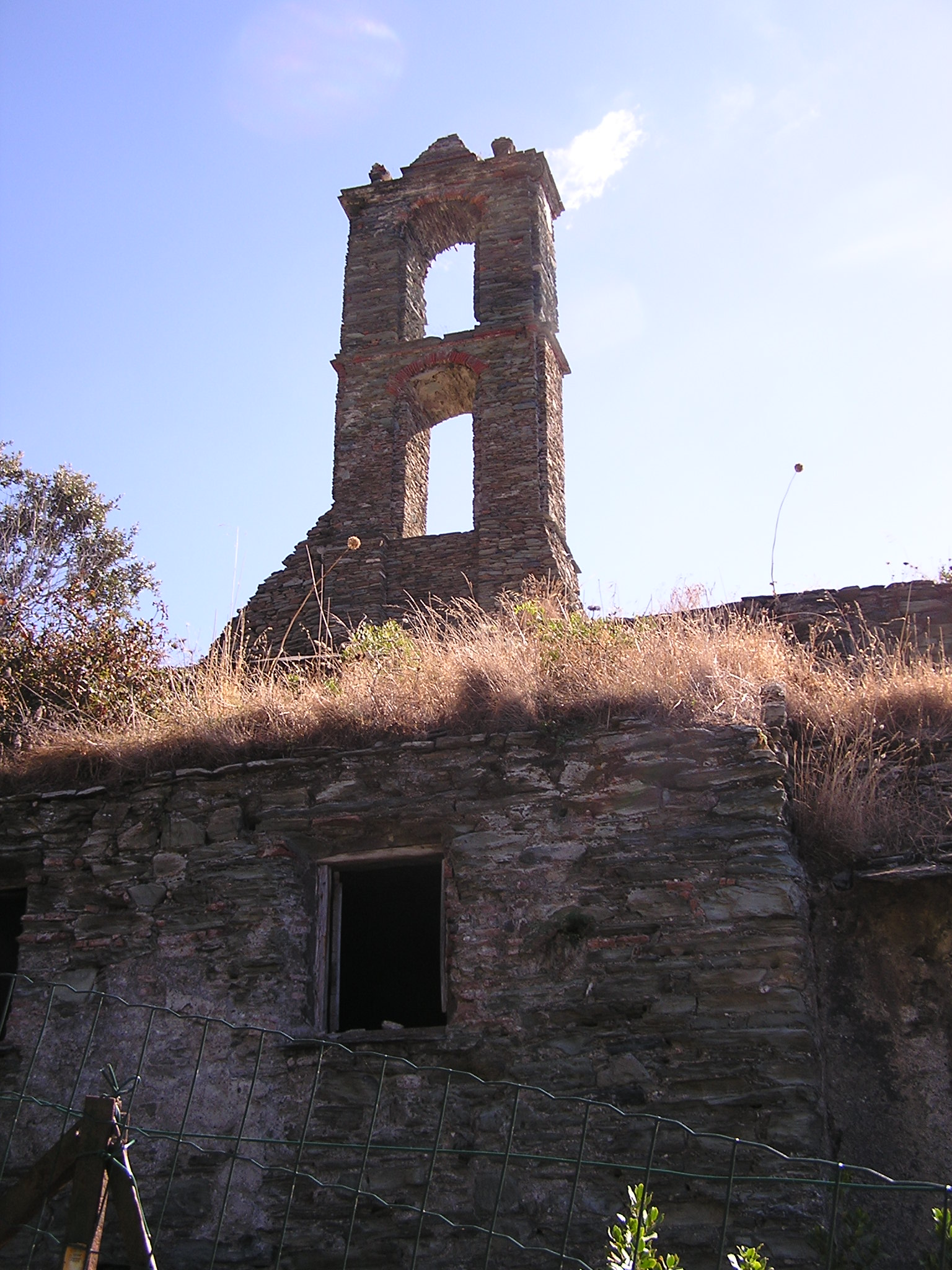
Руины монастыря San Francescu di Nonza